# Guerre du Biafra
Pour les articles homonymes, voir Biafra (homonymie).
1 à 2 millions de civils ont péri pendant la famine provoquée par le blocus terrestre et maritime du Biafra par les troupes gouvernementales
Déplacés : 2 000 000–4 500 000
Batailles
Bataille d'Abagana
La guerre du Biafra est une guerre civile au Nigeria qui s'est déroulée du 6 juillet 1967 au 15 janvier 1970. Elle a été déclenchée par la sécession de la région orientale du Nigeria, qui s'autoproclame République du Biafra sous la direction du colonel Odumegwu Emeka Ojukwu avec pour capitale Enugu.
Le blocus terrestre et maritime du Biafra par les troupes gouvernementales provoque, dans la région, une famine qui aurait entraîné la mort d'un à deux millions de personnes. Cette guerre est largement couverte par les médias étrangers, d'autant que le photojournalisme est en plein essor, et expose aux populations occidentales le dénuement du tiers monde. Une des conséquences de cette guerre est l'évolution de la doctrine de l'aide humanitaire qui prône la médiatisation intense du conflit et une ingérence directe pour venir en aide aux réfugiés, matérialisée par la fondation en 1971 de l'organisation caritative d'origine française Médecins sans frontières.

## Causes et déclenchement du conflit
Ex-colonie britannique, le Nigeria, qui acquiert son indépendance en 1960, est le pays le plus peuplé d'Afrique avec 40 millions d'habitants. Sa population est divisée en 250 ethnies, dont les trois principales sont les Haoussas, les plus nombreux, majoritairement musulmans et vivant au nord ; les Yorubas, musulmans et chrétiens vivant à l'ouest et au sud-ouest ; et les Igbos (ou Ibos), majoritairement chrétiens et animistes, qui vivent au sud-est et détiennent la majorité des postes dans l'administration et les commerces.
Largement christianisés et alphabétisés par les missionnaires, les Igbos ont été favorisés par l'administration britannique pour diviser le pays et mieux asseoir sa domination. De plus, la plupart des mines de charbon et des réserves de pétrole du pays sont situées à l'est du delta du Niger, où vit la majorité des Igbos. De 1960 à 1966, les deux partis politiques haoussa et igbo s'allient pour diriger le Nigeria, excluant de fait les Yorubas. Les autres ethnies, se sentant lésées à différents niveaux, s'opposent aux Igbos et les tensions montent jusqu'à atteindre un paroxysme en 1966.
Les Yorubas soutenaient jusqu'alors un parti réformiste à tendance progressiste, l'Action Group (en), opposé au bloc conservateur des musulmans du Nord. Ils mènent alors un coup d'État qui conduit à la formation d'un parti yoruba plus conservateur, le NNDP, et forment une alliance avec les Haoussas. Les composantes de cette nouvelle alliance politique excluent les Igbos du pouvoir et les menacent de leur confisquer leurs richesses, tirées notamment du pétrole.
Lors des élections (en) de 1965, l'Alliance nationale nigériane (Nigerian National Alliance) des Haoussas, alliée aux membres conservateurs yorubas, s'oppose à la Grande Alliance progressiste unie (United Progressive Grand Alliance ou UPGA) igbo, alliée aux membres progressistes yorubas. L'Alliance nationale nigériane, menée par Sir Abubakar Tafawa Balewa, remporte la victoire avec une écrasante majorité (toutefois entachée par des soupçons de fraude électorale massive[réf. nécessaire]). Des officiers igbos à tendance gauchisante renversent alors le gouvernement et placent le général Johnson Aguiyi-Ironsi à la tête de l'État le 15 janvier 1966. Ironsi met fin le 24 mai 1966 au fédéralisme et renforce la domination de la capitale, mais les tensions s'attisent dans le pays. Une rébellion anti-igbos éclate dans le Nord, déclenchant un exode massif vers la province de l'Est, et « les massacres provoquent plus de 30 000 morts jusqu'en octobre ».
Ironsi est assassiné le 29 juillet 1966 et un autre coup d'État instaure un gouvernement fédéral militaire. La junte, en majorité musulmane, place à la tête de l'État un officier chrétien, le général Yakubu Gowon, avec pour mission de rétablir la paix dans le pays avant de rendre le pouvoir aux civils. Mais dans le Nord du pays, en majorité peuplé de musulmans, les Igbos, ethnie chrétienne, sont victimes de massacres malgré les tentatives de Lagos de ramener le calme[réf. nécessaire]. Le général Gowon modifie les structures administratives du pays, ce qui suscite l'opposition des Igbos, qui perdent alors le pétrole, présent principalement à l'est du Delta et objet d'exploitations par les compagnies pétrolières Shell et British Petroleum (BP).
Odumegwu Emeka Ojukwu, le gouverneur militaire de la région de l'Est, fief des Igbos, refuse alors de reconnaître l'autorité de Yakubu Gowon et la tension monte entre chrétiens et musulmans, plaçant le pays au bord de la guerre civile. En janvier 1967, l'accord d'Aburi (en) est proposé au Nigeria au terme d'une médiation ghanéenne. Il prévoit l'abandon de la division du pays en régions afin d'instaurer une République fédérale composée de douze États. Le général Gowon propose de son côté un nouveau découpage administratif qui priverait les Igbos de la grande partie des ressources pétrolières. Ojukwu rejette ces propositions et déclare que tous les revenus générés dans la région de l'Est seront réquisitionnés par le gouvernorat pour faire face au coût du déplacement des dizaines de milliers d'Igbos fuyant le Nord.

## Début de la guerre
Le 26 mai 1967, le Conseil consultatif de la région de l'Est vote la sécession de la région. Le 30 mai, Ojukwu proclame l'indépendance de la région, qui prend le nom de république du Biafra, avec Enugu pour capitale. L'armée biafraise compte alors environ 100 000 hommes. L'état d'urgence décrété au Nigeria le 26 mai 1967 permet d'instaurer des mesures policières visant à reprendre le contrôle du Biafra mais sans grand succès.
Au début du mois de juillet, les forces fédérales franchissent la frontière biafraise et marchent sur Enugu : la guerre du Biafra commence.
Au cours de l'été 1967, les forces biafraises contre-attaquent : ayant le contrôle des deux tiers des réserves de pétrole du Nigeria, Ojukwu tente de s'approprier le dernier tiers en traversant le Niger et en envahissant la région du Centre-Ouest, où se constitue une éphémère République du Bénin avec Benin City pour capitale (à ne pas confondre avec l'actuel Bénin, qui correspond à l'ancien Dahomey). Pendant quelques semaines, le Biafra semble même être en mesure de pousser ses incursions jusqu'à Lagos, alors capitale du Nigeria.
L'armée fédérale repousse cette contre-offensive et prend peu à peu le contrôle des principales villes, tandis que le territoire du Biafra se réduit au fil des mois comme une peau de chagrin : Ogoja, Nsukka et l'île de Bonny tombent dès le 30 mai 1967, Enugu le 28 septembre 1967 (capitale transférée à Umuahia), Port Harcourt et ses champs pétrolifères le 24 mai 1968, Umuahia le 22 avril 1969 (capitale transférée à Owerri) et finalement Owerri le 9 janvier 1970.
Avec la chute de Port Harcourt le 24 mai 1968, le Biafra se trouve définitivement privé d'un accès à l'océan Atlantique. La stratégie d'étouffement des poches de résistance biafraise par l'armée nigériane conduit irrémédiablement à l'écrasement sanglant de la révolte.

## Position de la communauté internationale
Spécialiste du Nigeria, le politologue Marc-Antoine Perouse de Montclos écrit : 

« Le conflit du Biafra déroge aux alliances classiques de la guerre froide. D'un côté, tant les Britanniques que les Soviétiques et l'Égypte nassérienne soutiennent le gouvernement du général Yakubu Gowon, tandis que les États-Unis, déjà fort occupés au Vietnam, préfèrent se tenir à l'écart et rester neutres. De l'autre, les sécessionnistes ont bientôt l'appui de la France gaulliste, du Portugal salazariste et de la Chine maoïste. Proche de Pékin, la Tanzanie socialiste de Julius Nyerere reconnaît aussi l'indépendance de la République du Biafra, tout comme le régime très conservateur de Félix Houphouët-Boigny en Côte d'Ivoire
Le conflit, qui se déroule entre 1967 et 1970, est significatif à cet égard. En effet, ses dynamiques locales, conjuguées à des contraintes de politique intérieure, transcendent les clivages idéologiques de la guerre froide et déterminent les alignements de la région. Présidée par un médecin, la République du Dahomey (actuel Bénin) a une position plutôt humanitaire et affiche ouvertement sa compassion pour les souffrances des Biafrais victimes d'une famine dûment organisée par l'armée nigériane. En revanche, le Cameroun, qui a annexé des régions sous mandat onusien autrefois administrées par le Nigeria britannique, prend parti pour Lagos et se garde bien de ravitailler les sécessionnistes, de crainte que la junte Gowon ne soit tentée, en représailles, de rallumer la flamme irrédentiste des populations anglophones passées sous la coupe d'un gouvernement francophone à Yaoundé. En dépit de sa proximité avec la France, la République du Niger, quant à elle, décide de soutenir le Nigeria par affinité avec les Haoussa et pour ne pas déplaire à son puissant voisin. Ainsi, alors que Paris ravitaille clandestinement les sécessionnistes par avion depuis le Gabon, Niamey fournit discrètement des armes à Lagos »

Les deux camps sollicitent l'aide de la France mais le général de Gaulle décide officiellement d'imposer un embargo aux deux parties. En revanche, officieusement, Paris penche pour le Biafra car, selon son conseiller Afrique Jacques Foccart, le général de Gaulle souhaite le « morcellement » du pays afin d'affaiblir la zone d'influence britannique. Gowon avait commandé quarante automitrailleuses à Paris, qui commencent à être livrées en juin 1967. La moitié de la commande est honorée, les livraisons cessant en décembre. Les présidents gabonais et ivoirien Albert-Bernard Bongo et Félix Houphouët-Boigny, financés par les régimes racistes d'Afrique du Sud et de Rhodésie, soutiennent eux aussi activement le général Ojukwu afin de réduire l'influence du Nigeria anglophone en Afrique.
Outre le Gabon et la Côte d'Ivoire, l'indépendance du Biafra ne sera reconnue que par deux autres pays africains : la Tanzanie et la Zambie, ainsi que par Haïti.
De son côté, le Royaume-Uni, soutient massivement le gouvernement fédéral et lui fournit des armes.
Les États-Unis soutiennent également le gouvernement fédéral du Nigeria, mais s'opposent à toute vente d'armes aux deux parties.
Le 6 juillet 1967, les compagnies pétrolières Shell, BP et American Overseas annoncent leur intention de verser directement les royalties au Biafra et non au Nigeria.
Le comte suédois Carl Gustav von Rosen, recruté par l'association caritative catholique Caritas, proche du Vatican, dirige aussi une brigade aérienne composée de cinq avions Saab miniCOIN (deux biafrais et trois suédois).
Les milieux chrétiens, dont fait partie Jean Mauricheau-Beaupré, collaborateur de Jacques Foccart, qui préside la cellule africaine de l'Élysée, ont tendance à considérer la guerre du Biafra comme un conflit religieux et soutiennent les Igbos.

### Soutien clandestin de la France au Biafra
Dès le début des hostilités, de Gaulle indique à son émissaire Jacques Foccart qu'il souhaite affaiblir le « géant nigérian ». Foccart écrit trente ans plus tard : « De mon point de vue, le Nigéria était un pays démesuré par rapport à ceux que nous connaissions bien et qui faisait planer sur ceux-ci une ombre inquiétante ». Le gaulliste Yves Guéna déclarait pour sa part en parlant du Nigéria et du Ghana : « Même sans parler en termes militaires, que pèserait une poussière d'États francophones devant ces deux puissances ? »
En outre, le Nigeria est l'un des pays protestant contre le troisième essai nucléaire français, Gerboise rouge, effectué le 27 décembre 1960 à Reggane, au Sahara algérien. Le pays expulse l'ambassadeur de France Raymond Offroy, interdit aux avions et aux navires français de toucher son sol et tente de soulever les gouvernements africains contre les tirs nucléaires français, provoquant un ressentiment durable de De Gaulle et de Pierre Messmer, alors ministre des Armées.
Selon Foccart, de Gaulle lui donne carte blanche pour qu'il « aide la Côte d'Ivoire à aider le Biafra ». L'État français finance l'opération. De Gaulle appuie Foccart dans cette opération contre l'avis de son Premier ministre, Maurice Couve de Murville, « littéralement horrifié » et contre celui des diplomates qui « n'apprécient pas ce qui leur apparaît comme une politique aventureuse décidée en dehors d'eux », note Foccart.
Le chef de la République du Biafra, Ojukwu, a établi à Paris le Biafra Historical Research Center, où travaillent le mercenaire Bob Denard et Roger Faulques, ex-colonel pendant la guerre d'Algérie et ancien membre du 1er REP. Ceux-ci recrutent d'autres mercenaires pour soutenir la sécession du Biafra, dont le colonel Rolf Steiner, un légionnaire allemand, ancien de l'OAS, qui commandera au Biafra la 4e brigade commando (« légion noire ») et Gildas Lebeurier,  un ancien parachutiste ayant servi pendant la guerre d'Indochine,  en Corée avec le bataillon français de l'ONU et en Algérie. Le bureau sert aussi d'interface pour acheter des armes sur le marché « gris ». Le 4e commando brigade remporte de nombreux succès sur les forces nigérianes, principalement lors du raid d'Enugu qui détruit l'aviation nigériane dans le secteur nord.
Les opérations vers le Biafra sont coordonnées par l'ambassadeur de France au Gabon Maurice Delauney, avec à ses côtés Jean-Claude Bouillet, directeur de la compagnie aérienne Transgabon et responsable local des services de renseignement français, le SDECE, en lien avec le correspondant de Foccart à Abidjan, Jean Mauricheau-Beaupré, un ancien membre du SDECE. Les premières livraisons de munitions et d'un bombardier B26 ont lieu en juillet 1967 et sont signalées par l'ambassade des États-Unis à Lagos. Maurice Robert est alors chef des opérations du SDECE en Afrique.
À partir d'août 1968, ce sont des dizaines de tonnes par jour d'armes et de munitions qui sont acheminées au Biafra par des mercenaires et des hommes du SDECE.
La presse francophone donne des échos du soutien français dans le conflit. Le Canard enchaîné publie une lettre de l'ambassadeur Delauney recommandant le colonel Fournier et ses trois collaborateurs du SDECE au lieutenant-colonel Ojukwu. Dans Jeune Afrique, le journaliste Michel Honorin écrit : « De trois à six avions [arrivent] chaque soir au Biafra. […] Une partie des caisses, embarquées au Gabon, portent encore le drapeau tricolore et l'immatriculation du ministère français de la Guerre ou celle du contingent français en Côte d'Ivoire ».
Parallèlement, « la conquête de l'opinion publique », selon les mots du délégué du Biafra à Paris, Ralph Uwechue, fait l'objet d'efforts importants. Foccart fait à ce sujet les remarques suivantes : « Les journalistes ont découvert la grande misère des Biafrais. C'est un bon sujet. L'opinion s'émeut et le public en demande plus. Nous facilitions bien sûr le transport des reporters et des équipes de télévision par des avions militaires jusqu'à Libreville et, de là, par les réseaux qui desservent le Biafra. » L'agence de publicité MarkPress, à Genève, mène pendant 17 mois une campagne de presse, comportant plus de 500 articles, et donnant une place centrale au thème du génocide par la faim.
Le SDECE est directement impliqué dans cette campagne : « Ce que tout le monde ne sait pas, c'est que le terme de « génocide » appliqué à cette affaire du Biafra a été lancé par les services. Nous voulions un mot choc pour sensibiliser l'opinion. Nous aurions pu retenir celui de massacre, ou d'écrasement, mais génocide nous a paru plus « parlant ». Nous avons communiqué à la presse des renseignements précis sur les pertes biafraises et avons fait en sorte qu'elle reprenne rapidement l'expression « génocide ». Le Monde a été le premier, les autres ont suivi », explique le colonel Maurice Robert, responsable du SDECE durant la guerre du Biafra. Les autorités de Lagos tentent de faire face à cette campagne : une commission internationale comprenant quatre observateurs (des militaires haut gradés du Canada, de Grande-Bretagne, de Pologne et de Suède) réalisent une enquête en septembre 1968 et concluent que « le terme de génocide est injustifié ».
Selon François-Xavier Verschave, le soutien militaire (mercenaires, armes et munitions) et financier apporté par les autorités françaises aurait retardé de 30 mois la fin du conflit, contribuant à prolonger la famine et in fine à porter le nombre de morts à plus d'un million. Le consultant canadien pour le développement Ian Smillie avancera que la prolongation de la guerre due au soutien français aux insurgés du Biafra aurait contribué à la mort de près de 180 000 civils.

## Poursuite du conflit et crise humanitaire

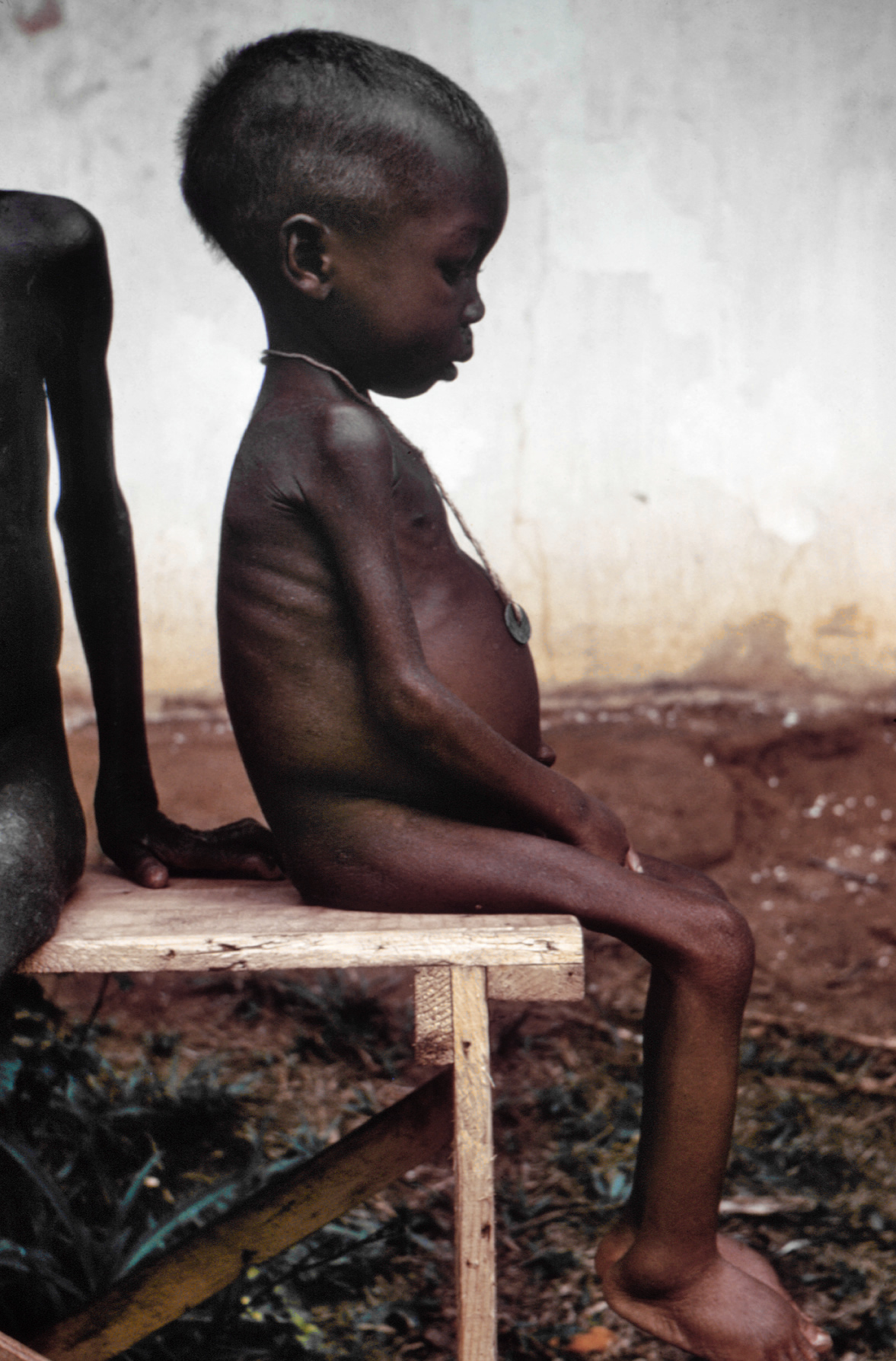
Fillette réfugiée souffrant du kwashiorkor.

À partir de 1968, les deux armées maintiennent leurs positions et aucune ne parvient à progresser significativement.
La population civile, coincée entre deux feux et craignant des massacres de la part de l'armée nigériane, n'a d'autre choix que de soutenir le gouvernement du Biafra et de se déplacer de camp en camp de réfugiés. Le blocus terrestre et maritime de la poche biafraise où sont coincés des millions de personnes sur quelques milliers de kilomètres carrés entraîne alors une terrible famine où entre 600 000 et un million de personnes mourront de faim, de soif et d'épidémies.
Le gouvernement nigérian utilise des « mercenaires », sous la forme de pilotes égyptiens pour leur armée de l'air avec des chasseurs MiG-17 et des bombardiers Iliouchine Il-28. Les pilotes égyptiens auraient fréquemment attaqué des civils plutôt que des cibles militaires, bombardant de nombreux abris de la Croix-Rouge.
La médiatisation de cette famine qui montre des enfants et des réfugiés faméliques et le cri d'alarme du gouvernement du Biafra accusant le Nigeria de génocide et d'aggraver la famine déclenchent un élan humanitaire international. Un pont aérien transportant vivres et médicaments est mis en place et permet d'enrayer en partie la crise. Ces convois aériens humanitaires sont dénoncés par le Nigeria, car, selon lui, ils servent de couverture à l'envoi d'armes et de mercenaires,,,. Ces suspicions vont jusqu'à inciter l'armée nigériane à abattre en plein vol un avion du Comité international de la Croix-Rouge.
Le conflit du Biafra offre un important tremplin médiatique pour les organisations humanitaires qui se sont engagées dans l'aide aux réfugiés. On assiste alors à un tournant, alors que des médecins comme Bernard Kouchner sortent de la politique traditionnelle de neutralité et de réserve de la Croix-Rouge et prennent fait et cause pour l'une des parties en présence. L'action des nouvelles organisations créées au début des années 1970 telle que l'ONG Médecins sans frontières présente un mixte d'aide humanitaire et d'actions de sensibilisation auprès des médias et des institutions politiques.

## Propagande
Dans le contexte de ce conflit, la propagande émerge comme un élément indispensable afin d’influencer l’opinion publique.
En effet, les deux camps ont eu recours à la propagande dite audiovisuelle. Avant la déclaration de sécession du Nigeria, le discours de haine et la propagande ethnique mènent à une période de violence de l’indépendance à aujourd’hui.Les discours de haine peuvent avoir des répercussions significatives en influençant les préjugés cognitifs à l'encontre des personnes et des institutions appartenant à un groupe extérieur. Cette influence peut conduire à des écarts par rapport à la rationalité conventionnelle.Par conséquent, il peut en résulter des émotions intenses telles que la haine, la victimisation et des attaques violentes de masse.Un exemple illustratif de cette dynamique est la perpétuation des représentations négatives constantes des Yorubas et des Haoussa ainsi que les rappels fréquents faits aux Igbos concernant leur rôle supposé d'ennemis pendant la guerre civile, qui a causé la mort de nombreux d’entre eux. De nos jours, la propagande biafraise refait surface, par des diffusions en direct sur Facebook d’une militante pro- Biafra, Efe Uwanogho, également connue sous le nom d'Omote Biafra.  Cette jeune femme promeut le discours de haine, à des fins de violence envers les Nigérians. Dans un de ces directes, elle dit : "Poursuivez ces puissants saboteurs… Ce sont ces personnes qui doivent être décapitées. Ce sont ces personnes qui doivent être réduites en cendres"
Ces facteurs contribuent à maintenir une atmosphère de tension et de méfiance entre les différents groupes ethniques.
De plus, la propagande visuelle, comprenant des affiches, des caricatures a pour but de soutenir le gouvernement fédéral nigérian et de discréditer le mouvement biafrais.Quant à elle, la photographie permet aux biafrais de montrer les conséquences de la guerre telles que la famine et la souffrance des civils afin d’obtenir une sympathie internationale.Les événements ont été documentés de manière à susciter des émotions et à influencer l'opinion publique par les photojournalistes présents sur le terrain, tels que Philip Jones Griffiths et Gilles Caron.
Gilles Caron offre l'un des exemples les plus remarquables de l'utilisation de la photographie comme moyen de propagande durant la guerre du Biafra. Caron s'est rendu dans la région en tant que photojournaliste pour l'agence Gamma en avril 1968. Ses photographies ont été largement diffusées dans des magazines et des journaux, façonnant ainsi la perception de la guerre.
Caron a capté des images des soldats biafrais dans diverses situations, allant de l'entraînement militaire à la progression dans la brousse, en passant par les moments de repos et les combats. Ses photographies ont également souligné les souffrances des civils, qu'il s'agisse de réfugiés fuyant les conflits ou de personnes attendant des soins dans des hôpitaux de fortune. Caron a parfaitement saisi l'horreur de la guerre et l'impact humain.

Du côté biafrais, la radio joue un rôle crucial dans la propagande biafraise. Le 6 juillet 1967, la radio du Biafra voit le jour après que les premiers actes de guerre soient commis, sous les ordres du colonel Chukwuemeka Odumegwu Ojukwu. L’un des coups qui a pu pousser la propagande biafraise à s’indigner, a été la famine. Elle a dénoncé les crimes nigérians et a coopéré avec la presse suisse pour étendre son influence en Europe et en Amérique du Nord. Des chansons patriotiques, des discours politiques et des reportages sur les événements de la guerre ont été diffusés pour renforcer l’engagement de la population.

## Chute du Biafra
Avec un appui renforcé des Britanniques, les forces fédérales nigérianes lancent une offensive finale le 23 décembre 1969. Quatre offensives composées de 120 000 hommes au total ont raison des dernières positions biafraises. Odumegwu Emeka Ojukwu prend alors la fuite vers la Côte d'Ivoire et charge son Premier ministre Philip Effiong (en) de régler les détails de la capitulation. Celui-ci signe le 12 janvier 1970 un cessez-le-feu immédiat et sans conditions. Le 15 janvier, les derniers combats cessent et le Biafra est officiellement réintégré au sein du Nigeria.

## Après-guerre
Au début du conflit, l'écrivain Wole Soyinka, futur prix Nobel de littérature, inquiet de l'imminence du conflit, tente de passer au Biafra. Il souhaite par ce geste inviter les parties à trouver une issue pacifique. Le gouvernement fédéral nigérian l'arrête et il passe 25 mois en prison ; il y écrit alors le recueil de poèmes A Shuttle in the Crypt (titre initial : Poems from Prison) qui fait écho à cette expérience.
Malgré les accusations de génocide formulées à l'encontre du Nigeria, les observateurs internationaux ne constatent pas de représailles massives ou de massacres à l'encontre des Igbos après la capitulation du Biafra (ou n'ont pas pu en rapporter la preuve). Les propositions de réconciliation faites par le gouvernement du Nigeria semblent être sincères. Les combattants du Biafra sont autorisés à réintégrer l'armée régulière et aucun procès n'est organisé : Odumegwu Emeka Ojukwu lui-même sera finalement autorisé à rentrer au Nigeria en 1982, après douze ans d'exil.
La reconstruction du Nigeria est relativement rapide grâce à l'argent du pétrole extrait de l'ex-Biafra, mais le maintien d'un régime fédéral militaire mécontente les Igbos qui jugent les retombées économiques insuffisantes. Une loi indiquant qu'aucun parti politique ne peut être fondé sur les ethnies ou sur les tribus est adoptée mais son application n'est pas aisée. Les vieilles tensions ethniques et religieuses demeurent une caractéristique constante de la politique nigériane.
À plus de 70 ans et candidat à l'élection présidentielle nigériane de 2003 (en), Ojukwu dénonce toujours les conditions de vie des quinze millions d'Igbos parmi les cent millions d'habitants du Nigeria et la persistance des nombreux problèmes qui avaient conduit à la guerre en 1967. Ojukwu est mort le 26 novembre 2011 à l'âge de 78 ans.
Chika Oduah, une jeune écrivaine américano-nigériane, partage son expérience personnelle en tant que fille de survivant biafrais. À la suite d'une discussion avec sa mère qui a été contrainte de fuir sous des conditions déplorables les violences ethniques, elle s’est rendu compte que le conflit est tombé à l’oubli ses derniers décennies. Pour elle, il est important que les jeunes Africains se documentent à travers les témoignages de survivants, des archives numériques, des blogs et enfin, via les réseaux sociaux afin de rendre hommage aux survivants de cette guerre.
Un exemple poignant qui souligne l’importance des témoignages est celui de Ben, un jeune homme qui a rejoint la « compagnie des garçons », un bataillon d'adolescents utilisé par l'armée biafraise pour surveiller les soldats nigérians sur la ligne de front. Les parents du jeune garçon n'étaient pas au courant de son engagement avant le combat initial. Il est arrivé en retard, malheureusement, et le bataillon était déjà parti. Après avoir été trahis par l'un des membres du bataillon, certains d'entre eux ont perdu la vue car l'ennemi leur a crevé les yeux. Ce témoignage souligne les souffrances physiques et mentales subies par les jeunes combattants ainsi que la terreur qui régnait sur le terrain. Il décrit la pénurie de médicaments, de vêtements et d'autres besoins de base pour la survie. Il évoque la période de famine, la chasse aux insectes et la collecte d'herbes sauvages pour survivre. Même Ben et sa sœur ont été employés dans un camp de réfugiés pour transporter des vivres à partir des dons de la Croix-Rouge.
La propagande biafraise demeure présente et continue de se propager au fil du temps. Un mouvement post-guerre, appelé IPOB (Indigenous People of Biafra), se propage sur les réseaux sociaux. En 2015, à la suite de l’arrestation du leadeur biafrais par le président Muhammadu Buhari, Nnamdi Kanu, le Britannico-Nigérian, lance un appel à travers de la radio of biafra afin que tous les biafrais du monde s’indignent face à l’injustice et la marginalisation à leur égard.
Seulement cet appel à l’indignation et à la protestation, pousse les biafrais à une violence inouïe envers les Nigérians, au point d’être désigné comme un groupe terroriste et d’être censuré par l’état nigerian. Depuis le Royaume-Uni, Mme Nneka Igwenagu  est connue parmi les « guerrières des médias » incitant à la violence, à la désinformation à travers les réseaux sociaux. Quelques semaines après avoir résisté à la menace de l'IPOB, un membre du groupe de jeunes à Anambra, qui était l'une des cibles de la guerrière des médias, est abattu par balle. La BBC news essaye de la contacter afin d’obtenir une réponse à cet acte mais sans succès, ils n’ont jamais eu de retour.
Toujours pour s’appuyer sur la propagande biafraise, le cinéma nollywoodien a joué un rôle dans la guerre du Biafra. Half of a Yellow Sun (2013) de Biyi Bandele, une adaptation cinématographique du livre éponyme de Chimamanda Adichie, est une tentative audacieuse de raconter l'histoire de Biafra par Nollywood. Le film a été sorti en 2013 et a suscité une controverse lors de sa sortie au Nigeria en raison de sa thématique sur la guerre de Biafra. Biyi Bandele a déclaré : « Les raisons pour lesquelles le Nigeria est plus divisé aujourd'hui, 40 ans après la fin de la guerre, qu'avant le début de la guerre », en réponse aux refus répétés d'autorisation de projection du film par le conseil de censure des films et vidéos du Nigeria.

## Analyses
Selon François-Xavier Verschave, la guerre du Biafra marque aussi un tournant dans les relations entre le continent africain et la France, qui fournit des armes dès 1967 au Biafra. En effet, après l'indépendance algérienne en 1962 et la perte française de l'accès au pétrole situé sur les terres algériennes, la guerre du Biafra est une nouvelle occasion pour la France d'établir un réseau d'approvisionnement en pétrole et en métaux rares.

### Sources
- (en) Politique et chronologie du Biafra.
- (fr) Article sur la guerre du Biafra.
- (en) Guerre civile du Nigeria.
- (en) Estimations sur le nombre de morts de la guerre du Biafra de 1967.

### Littérature
- Ken Saro-Wiwa, Samuel Millogo et Amadou Bissiri, Sozaboy: pétit minitaire, Actes Sud Leméac, coll. « Babel », 2003 (ISBN 978-2-7427-4221-9 et 978-2-7609-2330-0).

- Chinua Achebe, Girls at War and Other Stories, Penguin classics, 1972.
- (en) Chimamanda Ngozi Adichie, Half of a yellow sun, New York, Alfred A. Knopf, 2006, 435 p. (ISBN 978-1-4000-4416-0, OCLC 62878418, lire en ligne).

Roman de fiction dont l'histoire se déroule du début à la fin des années 1960, et donc en particulier lors de la guerre du Biafra, à laquelle sont confrontés les principaux personnages. Prix Orange Prize for Fiction 2007.
- Elechi Amadi, Sunset in Biafra, 1973.

Récit autobiographique : l'auteur raconte son expérience en tant que civil puis soldat durant le conflit.
- Cyprian Ekwensi, Divided We Stand, 1980.
- Ossie Enekwe, Come Thunder, 1984.
- Frederic Forsyth, Biafra Story. The Making of an African Legend, Pen & Sword, Barnsley, 2007.
- Anthonia Kalu, Broken Lives and Other Stories, 2003.
- Chukwuemeka Ike, Sunset at Dawn, 1976.
- Eddi Iroh, The Siren in the Night, 1982.
- Flora Nwapa, Never Again, 1975.
- Flora Nwapa, Wives at War, 1984.
- Kalu Okpi, Biafra Testament, 1982.
- Jean Zumbach, Mister Brown Aventures dans le ciel, éd Robert Laffont, 1973, Coll. Vécu.
- Jean-Michel Sorel, Terreur au Biafra (Biafra 1968), éd. de l'Arabesque, 1969, coll. Baroud no 37 (roman).
- Callixte, Le bombardier blanc, Paquet. Bande dessinée racontant le convoyage de bombardiers B-26 de la France à la République du Biafra.

### Filmographie
- Joël Calmettes, Histoires secrètes du Biafra : Foccart s'en va en guerre, Paris, Point du Jour (prod.), 2001, documentaire coul., 51 min 41 s.